# Fábry Kornél
Fábry Kornél (Budapest, 1972. október 22. –) magyar katolikus pap, címzetes guardialfierai püspök,  esztergom-budapesti segédpüspök.

## Családja
Alkotmány utcai ötgyermekes család negyedik gyermeke, anyai részről a nagykállói Kállay családból származik, nagyapja Kállay Kornél mezőgazdász, a magyarországi rizstermesztés megalapozója, apai nagybátyja pedig Fábry Sándor humorista.

## Pályafutása
1991-ben a budapesti Piarista Gimnáziumban érettségizett, majd fél évig a Gödöllői Agrártudományi Egyetem hallgatója, egy évig az Országgyűlési Levéltár hivatalsegédje volt, majd ügykezelője. Két évig az Eötvös Loránd Tudományegyetem francia szakos hallgatója volt.
Ezután 1995 és 2001 között a Pázmány Péter Katolikus Egyetem teológia szakán, illetve  az Emmánuel közösség révén − a párizsi École Cathédrale-ban tanult, végül 2002-ben teológiai licenciát szerzett. Tanulmányait folytatva 2003-tól 2008-ig a római Gregoriana Pápai Egyetem diákja volt, biblikus teológiából PhD fokozatot szerezve.

### Papi pályafutása
2000. június 17-én szentelte áldozópappá Kaposváron Balás Béla megyéspüspök. Káplán volt Párizsban, majd Kaposváron.
Hét évig plébánosként szolgált Kaposfüreden, ahol rövid idő alatt, sokak önkéntes munkájával élő és növekvő közösség jött létre. A plébánia, majd a templom felújítása keretet adott nem csak a számos közösség működésére, de 2011-től hétfől péntekig egész napos szentségimádás indult, 14 Alpha-kurzust (evangelizációs vacsorasorozat nem hívők számára) tartottak összesen 400 fő részvételével, és a templomnba járók száma is 400 főre emelkedett.
Ezzel párhuzamosan hitoktatóként szolgált a kaposvári Nagyboldogasszony Iskolaközpontban, a hittanár−nevelőtanár mesterkurzus vezetője volt a Gál Ferenc Hittudományi Főiskola kaposvári kihelyezett tagozatán, majd a Veszprémi Hittudományi Főiskola kihelyezett tagozatán, illetve óraadó tanár a Kaposvári Egyetem Művészeti Karán.
2016-tól 2022-ig az 52. Nemzetközi Eucharisztikus Kongresszus főtitkára, 2021-től az Országos Lelkipásztori Intézet igazgatója, 2022-től pedig a 2025-ös szentév magyarországi kapcsolattartója.

### Püspöki pályafutása
2023. június 27-én Ferenc pápa guardialfierai címzetes püspökké és az Esztergom-Budapesti főegyházmegye segédpüspökévé nevezte ki. 2023. szeptember 2-án szentelték püspökké a Szent István-bazilikában. Főszentelője Erdő Péter bíboros, társszentelője Varga László kaposvári megyéspüspök és Michael Wallace Banach apostoli nuncius volt.
Püspöki jelmondatául a NEK jelmondatát választotta: „Minden forrásom belőled fakad” (Zsolt 87,7).

## Díjai
- 2021 − Pro Ecclesia et Pontifice
- 2017 − Kaposvár Városért
- 2012 − Somogy Megyei Príma-díj[2]